# 竞技神号航空母舰 (95)
競技神號航空母艦（英語：HMS Hermes）是英国皇家海军的航空母舰，是世界上第一艘被设计为航空母舰的船舰，而大日本帝國海軍的鳳翔號航空母艦是第一艘下水并投入使用的航空母艦。 
競技神號航空母艦的建造始于第一次世界大战期间，但安放龍骨后由于她的设计多次更改而延誤，於战后才完工。下水之后，建造競技神號的阿姆斯特朗·惠特沃斯造船厂关闭，導致艤裝工作被暂停。
競技神號最终于1924年服役，在大西洋舰队短暂服役，之后的大部分時間都在地中海舰队和中國艦隊服役。在地中海地区，她与其他航母發展了多航母战术。在中国艦隊巡弋时，她帮助打擊了中国海域的海盗。競技神號1937年回到本土，于1938年在預備艦隊中作為一艘训练舰。
1939年9月第二次世界大战開始，该舰被短暂分配给了本土艦隊，并在英格蘭群島西海域中进行了反潜巡逻。她于10月被调到達喀爾与法國海軍合作追捕德国的商船袭击者和封鎖突破者。除了进行短暂的改装外，競技神號一直待在那里，直到法国沦陷和1940年6月底维希法国建立为止。在几艘巡洋舰的協助下，競技神號封锁了达喀并试图击沉法國海軍黎塞留號戰艦。她在黎塞留號的船尾投下深水炸弹，并在夜间派出劍鱼式鱼雷轰炸机。在返回的途中时，競技神號在暴风雨中撞上一艘英国武装商船，因此在南非進行数月的维修。之后在南大西洋和印度洋繼續她的巡弋任務以打擊軸心國船艦。
1941年2月，这艘船在东非战役期间向意大利索马里兰的大英國協部队提供支援，两个月后也於英伊战争期间在波斯湾提供支援。战役结束后，競技神號在該年余下的大部分时间都在印度洋巡逻。1941年11月至1942年2月间競技神號在南非进行了改装，然后加入位於锡兰的遠東舰队。
4月8日收到日本舰队袭击印度洋的警告时，競技神號正停泊在亭可马里，当天她没有搭載飞机就前往马尔地夫。 4月9日，一架日本侦察机在巴提卡洛阿附近发现了她，不久之后，她遭到几十架俯衝轰炸机的袭击。在没有空中支援的情況下，競技神號迅速地被日軍飞机击沉。競技神號船員中的307位在沉没中丧生。幸存者则大多由附近的一艘醫療艦救出，

## 設計與開發
如同鳳翔號航空母艦，競技神號也是巡洋舰型船体，她最初的设计目的是同时携带飞机和水上飞机。该船的设计源自Gerard Holmes和John Biles爵士的1916年水上飞机航母设计，但在1917年4月由海军建造局局長尤斯塔斯·坦尼森·英考特爵士进行大幅放大。她最显着的特点是水上飞机由三个部分組成的滑道。水上飞机将滑行到船尾堅硬的淹没部分，并用小车停靠並将飞机带入机库。具有彈性的浸没部分将船尾的后部部分与滑道的堅硬前部分开，以防止浸没部分随着船舶的运动而滚动。整个滑道都可以缩回到船上，而门式起重机则在滑道上移动以帮助回收水上飞机。飞行甲板在两座艦岛之间。每个岛都有一个煙囪；他们之间可以挂起一个大网，以防止失控的飞机衝出去。飞机由两架升降机在机库和甲板之间运输；靠近艦艏的升降機大小為为30×30英尺 (9.1×9.1公尺) ，靠近艦艉的升降機大小為60×18英尺（18.3×5.5公尺) 。设计排水量為 9,000長噸（9,100公噸）并搭載六架大型184型短型水上飞机和六架较小的Sopwith Baby水上飞机。该舰的武器包括6座4英寸（100）砲。
海军建造局于1918年1月进行了详细的设计，对他的原始草图进行了一些更改，包括增加了旋转式弓形弹射器以使该船在任何风向都可以讓飞机起飛。该船于当月根據修改過的設計動工，然而因船厂的大部分资源都被用来將鷹號由战舰改裝為航空母舰而进展缓慢。緩慢的建造速度为重新设计船舶设计提供了更多的时间。到6月中旬，滑道已从设计中删除，舰船的装备已修改为11门6英寸炮和一门防空炮。這個時候，航母最佳配置的不确定性已经到一個程度以致海軍部禁止建造廠在未经明确许可的情况下在机库甲板上工作。該年晚些时候，该船的设计再次进行了修改為只有一座艦岛與统一尺寸為44乘20英尺（13.4乘6.1）的升降机 。武裝被改为10门6英寸炮和4门4英寸防空炮。这些修改使她的排水量增加到10,110長噸（10,270公噸） 。
在1919年9月下水后，海軍部暂停競技神號的工程以等待鷹號和百眼巨人號的飞行试验结果。競技神號的设计在1920年3月进行了修改，包括將艦岛與煙囪移到右舷和前部弹射器被拆除。 将艦岛放到右舷的原因是飞行员通常倾向于在降落失敗重飛时转向左舷。 一个突出的三脚架桅杆被裝上以容纳火炮的火控系统。
在鷹號和百眼巨人號试验之后，競技神號的设计於1921年5月进行最后一次修改。升降机被移得更远以为起落架留出更多空间并且被加大以允许飞机的机翼在机库中展开。她的反舰武器减少為到6座5.5-英寸（140-）炮。艦艏的飞行甲板被修改得更加流线型。 

### 描述
競技神號总长600英尺（182.9） ，寬70英尺3英寸（21.4） ，滿载時吃水深度为23英尺3英寸（7.1）。在标准载荷下她的排水量為10,850長噸（11,020公噸）。该船有两组帕森斯齿轮蒸汽涡轮机，每一組能驱动一个螺旋桨轴達到25節（46每小時；29英里每小時）的速度 。 蒸汽由六台压力为235 psi（1,620 kPa；17 kgf/cm2）的亚罗锅炉提供  。 这些涡轮机的设计功率為40,000匹軸馬力（30,000千瓦特） 。海试時它们产生了41,318匹軸馬力（30,811千瓦特），達到26.178節（48.482每小時；30.125英里每小時）的速度 。该船载有2,000長噸（2,000公噸）的燃油，可在16節（30每小時；18英里每小時）航行4,480海里（8,300；5,160英里） 。
競技神號甲板長570英尺（173.7），升降机尺寸为36乘36.6英尺（11.0乘11.2） 。 机库长400英尺（121.9）宽 50英尺（15.2）高16英尺（4.9）。競技神號装有纵向攔截裝置。 一個大起重机被安置在艦岛后。競技神號只能搭载约20架飞机。散装汽油存储為7,000英制加侖（32,000公升；8,400美制加侖） 。 1939年，该舰的船员不包括航空組員共有33名军官和533名人员。
自卫武器方面，競技神號拥有六门 BL 5.5英寸Mk I炮，左右舷各三门。她所有的四个QF 4英寸 Mk V防空炮被安裝在飞行甲板上。该船的水线裝甲带厚度為3英寸（76）。甲板裝甲厚度为1英寸（25）。 競技神號的重心高度为2.9英尺（0.9），在恶劣天气下相當穩定。但是，她有很大的表面积暴露在风中。当风从侧面吹来时，低速时船身需要與風向有高达25至30度夾角。 

## 服役

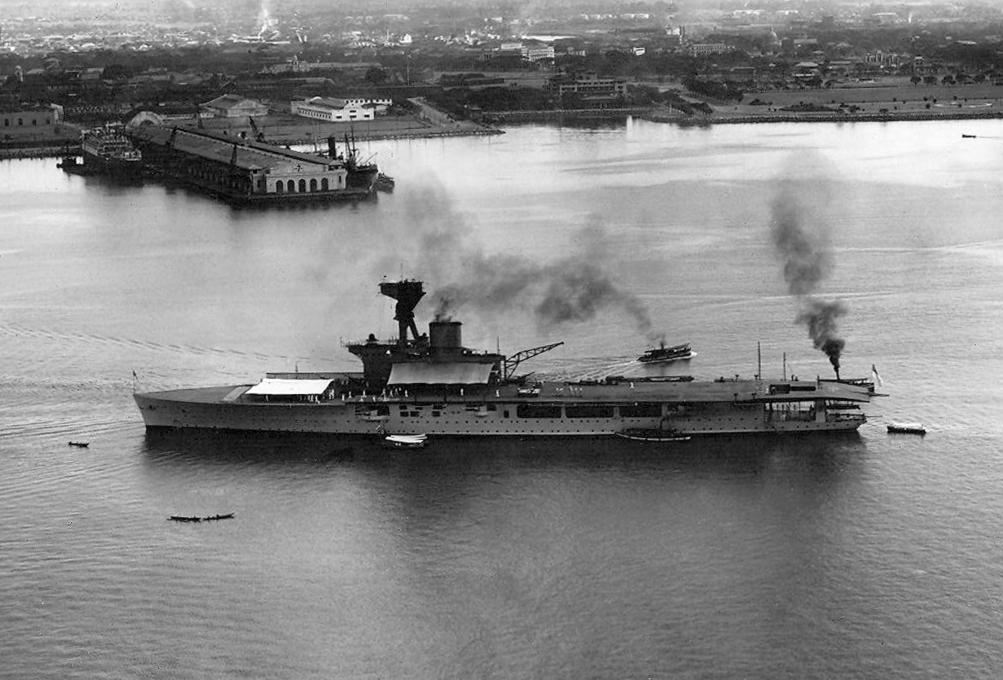
在珍珠港的競技神號，约于1924年

作为世界上第一艘专门设计的航母，競技神號於1918年1月15日由W.G.爵士阿姆斯特朗-惠氏公司在沃克泰恩河上動工并于1919年9月11日正式下水。競技神號由第一海军大臣沃尔特·朗的女儿 A. Cooper 太太命名。该造船厂原定于1919年底关闭，海軍部下令将这艘船拖至德文波特。她于1920年1月到达那里，完成建造。 

### 1920年代
1923年2月，亚瑟·斯托福德上校（Arthur Stopford）上校被任命为该艦的指挥官，该船于8月开始海上试航。经过装修後，競技神號於1924年2月19日服役，后来分配到大西洋舰队。在接下来的几个月中，她以 Fairey IIID 双翼侦察机进行了飞行试验。7月26日競技神號在斯皮特海德接受了乔治五世的檢閱。之后她进行了改装，直至11月转移到地中海舰队。她于11月22日到达马耳他，因途中遭受的风暴破坏需要修理。 这时，競技神號搭載裝備 Fairey Flycatcher 战斗机的第403飞行隊与裝備 Fairey IIID 的第441飞行隊。 競技神號'于1925年初与鷹號和地中海舰队的其余船艦进行飞行演习，然后于3月27日在马耳他开始为期7周的改装，然后於5月29日到達朴次茅斯。 
競技神號于6月17日搭載第403飞行隊和第441飞行隊前往中国艦隊，但在地中海停留了很长时间，在此期间，C. P. 塔尔伯特上校取代斯托福德(Stopford)上校為指揮官。競技神號于1925年8月10日到达香港，于11月首次访问厦门。競技神號于1926年初返回地中海，并于4月至6月在马耳他进行了改装。 第441飞行隊此时被转移到鷹號 與第440飞行隊交換，该飞行隊于9月登艦。 442 飞行隊此時也加入競技神號；两飞行隊均裝备了 Fairey III。 改装完成后，该船与地中海舰队一起演习，R。艾略特（Elliot）上校于8月14日取代塔尔伯特上校作為指揮官。競技神號於10月11日回到香港并进行了日常训练，直到1927年7月27日到達威海卫海军基地 避暑。競技神號于9月与百眼巨人號会合，百眼巨人號将接替在中国艦隊的競技神號。在競技神號离开之前，競技神號与百眼巨人號攻击在大亞湾的海盗基地和海盗的帆船與舢板。競技神號于10月26日到达英国，并于11月初在查塔姆造船厂进行改装。 她的4英寸炮此时被移除，改為配备两座1.57-英寸（40-）两磅“ 砰砰”防空炮。

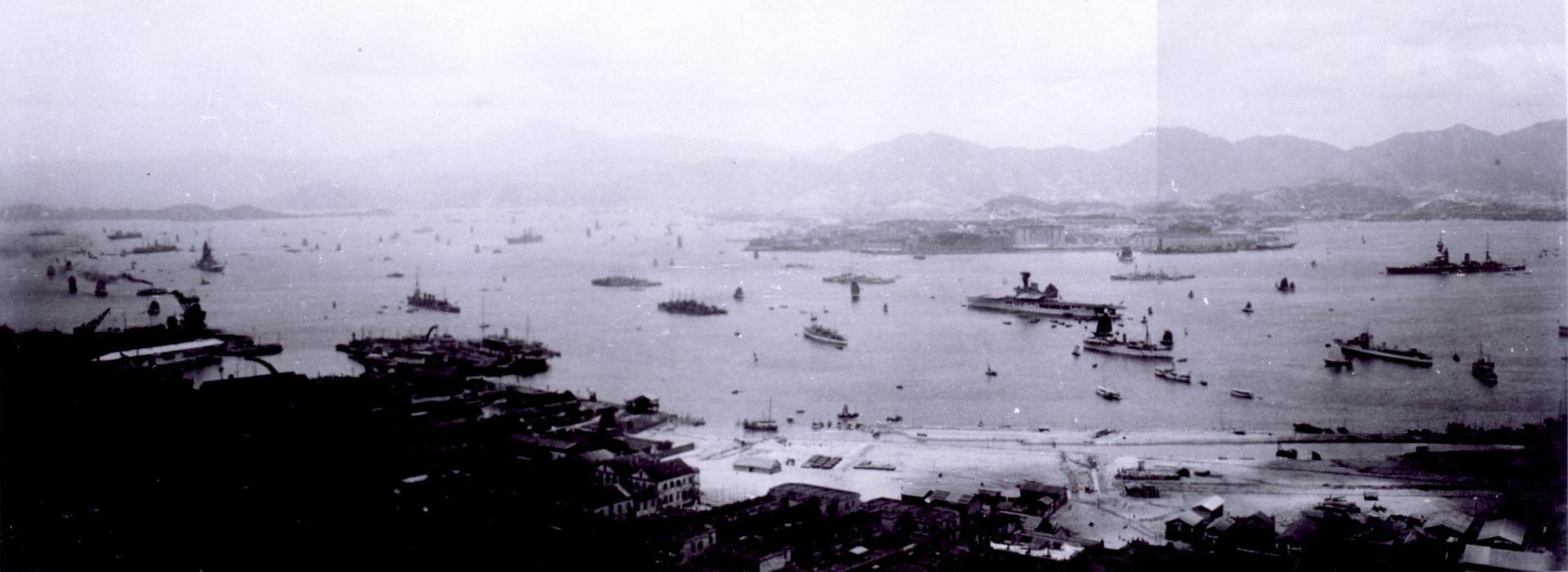
1928年日本海軍訪問香港時的維多利亞港，左起：陸奧號（日本軍艦）、天龍號（日本軍艦）、競技神號（英國軍艦）及扶桑號（日本軍艦）。

12月2日霍普伍德(G. Hopwood)接替艾略特為艦長，並于1928年月21日驶向中国艦隊。  第440飞行隊的 Fairey IIID 已被 IIIF 取代，该舰在此部署中搭載相同的三个飞行隊。在前往香港的途中，競技神號于三月在泰國曼谷停留四天，接受拉玛七世的檢閱。競技神號于3月18日到达香港以接替百眼巨人號。競技神號于五月在煙台港度过了一个月，然后接下来的三周在威海卫度过。 7月她在前往秦皇島时，她的一架 Fairey IIIF 水上飞机在港口外迫降。義大利驅逐艦穆贾號(Muggia)救了飞行员并将飞机拖回競技神號。在这一年的剩余时间里，这艘船访问了上海，马尼拉以及婆罗洲的古達和亞庇 。 1929年1月，她开始在香港进行改装，3月28日，J. D. 坎贝尔上校接任指挥。在4月份完成改装后，爱马仕进行了飞行训练，然后在长江上航行，隔月访问南京。之后，她在接下来的四个月里在威海卫度过。她先后访问了青岛和日本，然后于10月29日返回香港，至該年底都停留在那裏。 

### 1930年代
1930年1月28日，競技神號乘載英国大臣迈尔斯·兰普森爵士到南京，与中国政府就日本入侵满洲问题进行会谈。她一直待在那里，直到3月2日驶向上海。月底競技神號回到了香港，一直待到六月前往威海衛进行一年一度的夏季訪問，短暫停留後该船返回香港。競技神號于8月7日启程前往英国，于9月23日到达朴次茅斯，仅停留了六天就转移到施爾尼斯。 在那裏 麦金农(E. J. G. MacKinnon)于10月2日取代 Campbell 為艦長。在前往中国艦隊前，她在查塔姆造船厂进行了简短的改装。在這次的部署中，该船仅搭載第403飞行隊和第440飞行隊，并运送了6架Blackburn Ripons飞机給马耳他和鷹號。競技神號于11月12日离开朴次茅斯，并于1931年1月2日到达香港。在前往威海威避暑的途中，该船于6月9日收到波賽頓号潜艇在演習时在那裡沉没的报告。一个小时后，競技神號到达事故现场时，麦金农艦長指挥了救援工作。8个潜艇的船员通过前鱼雷舱的舱门逃生，但只有六個人到达海面並被救起送往競技神號的医务室;这六个人中有两个随后死亡。 

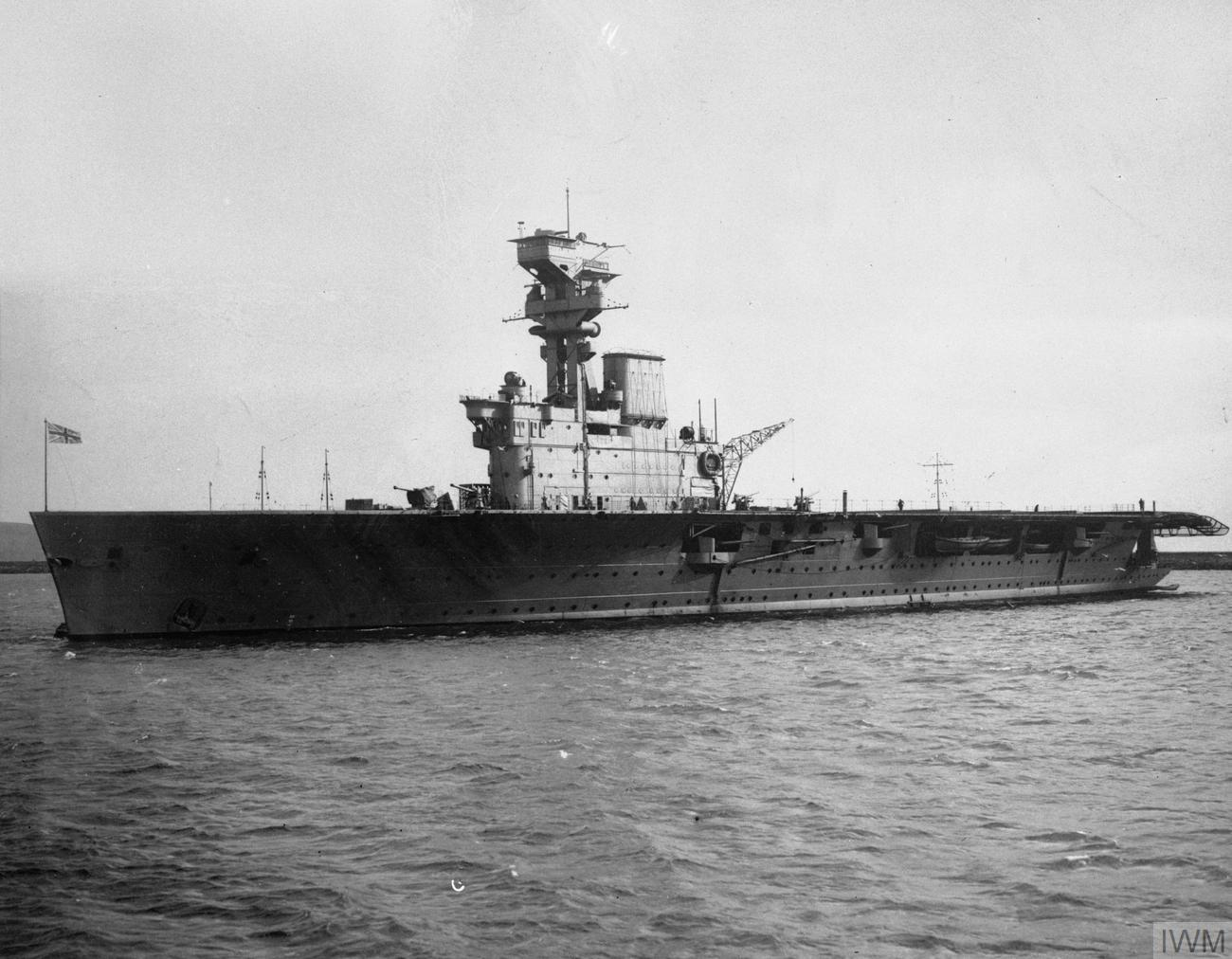
1938年的競技神號

在8月底競技神號沿長江航行至汉口前，她一直留在汉口威海衛。競技神號于9月5日到达内陆港口，并派出武装警卫平息了几艘英国籍商船的动乱。不过，她的主要目的是协助中国政府对该地区的大规模洪水进行调查。查尔斯·林德伯格（ Charles Lindbergh）和他的妻子安妮·莫罗·林德伯格也在城市中以洛克希德天狼星水上飞机调查洪水，他们被邀请以航母作为基地。不幸的是，10月2日上午他们的飞机在用競技神號的起重机放回水里時因強勁的水流翻覆。他们被一艘競技神號的小船迅速救出，但他们的飞机受损。艦长麦金农提议将他们和他们的飞机带到上海修理，於是在第二天船啟程。她一直待在上海直到11月2日启程前往香港。競技神號于11月3日收到来自日本商船臨津丸在台湾海峡口中国大陆附近的棕褐色岩石上搁浅的求救消息。競技神號设法营救了九名船员。在日本梨號驅逐艦接手後競技神號繼續前往香港。她于11月7日到达，并留在该地直到1932年4月。 
麦金农船长隔月病了，於是2月25日由麦肯兹(W. B. Mackenzie)擔任艦长。经过短暂的改装，競技神號在怀特霍尔號驱逐舰的護航下，于4月下旬短暂访问厦门，然后启航前往威海威。9月17日競技神號前往日本长崎市，然后在上海待了四个星期。该船直到10月28日才返回香港，并在接下来的几个月里在那里度过。 1933年1月，该航母访问了菲律宾几个星期，然后返回香港进行短暂的改装。在短暂访问青岛和威海威之后，競技神號于6月中旬离开香港前往英国。她于7月22日到达施爾尼斯，但随后不久该船被转移到 （页面存档备份，存于）查塔姆造船厂，并于8月初的海军周期间向公众开放。她下个月航行到德文波特造船厂进行彻底的改装。安装了横向制动装置，并对她的机器进行了彻底检修。在1932年的某个时候，两座單裝2磅炮被两座四聯裝.50口径Mark III机枪取代。 
1934年8月15日，弗雷泽上校(G. Fraser)被任命为新的指挥官。该船于11月初开始试用新裝備。同时，第824中队的9架Fairey Seal鱼雷轰炸机加入競技神號。 競技神號于11月18日离开朴次茅斯前往中国艦隊，并于1935年月4日到达香港。第803中队的Hawker Osprey侦察双翼飞机在鷹號离开香港之前从该船转移至競技神號。 1月29日，海盗劫持了一艘英国商船通州號 ，船上有90名英国和美国儿童，当競技神號未能按时抵达烟台时被命令搜寻该船。 2月1日，三只海豹在大亞灣发现了她，海盗在被发现時抛弃了船，使乘客没有受到伤害。競技神號一直待在香港附近，直到5月中旬她前往威海威。在那里她一直待到9月12日，海軍部决定将她转移到新加坡，在那里她离东非很近，萬一有必要對意大利入侵埃塞俄比亚採取军事回應。 競技神號于9月19日抵达该港口，并在随后的五个月内停留在该地区。 
競技神號的飞机进行详细的搜索以寻找失踪的查尔斯·金斯福德·史密斯爵士的南十字夫人號。这架飞机正試圖在新加坡和英国之间创下新的速度记录，然而未能于11月8日抵达新加坡。尽管进行了长达一个月的搜索，但未发现飞机或其机组人员的任何迹象。競技神號于1936年3月初返回香港，然后在驱逐舰鄧肯號和喜悅號护送下于4月21日开始日本之行。競技神號在威海衛避暑，直到10月底才返回香港。在1937年1月的大部分时间里，競技神號在重型巡洋舰多賽特郡號以及驱逐舰鄧肯號和黛安娜號陪同下到訪荷兰东印度群岛。该船的鱼雷轰炸机于2月与位于新加坡皇家空军实里达的皇家空军的鱼雷轰炸机一同对坎伯蘭號巡洋艦和多賽特郡號巡洋艦进行鱼雷攻擊的演習。競技神號留下第803中队于3月17日离开新加坡，並于1937年5月3日到达普利茅斯。在5月20日在斯皮德黑德为加冕的乔治六世檢閱號，她加入后备舰队。 1938年7月16日，競技神號预备役舰队转移到德文波特，成为训练船。 
1937年提出的计划用两座雙聯裝4英寸防空炮(艦島的前後各一座)與两座八聯裝2磅砲取代三座单裝4英寸炮。原本要搭配一个高角度控制系统来控制这些炮，但是造船厂因其他工作無法負荷，因此直到1938年7月才开始设计。它们原定于1939年9月至12月之间安装，但被战争的爆發打斷。在1940年4月该船的油槽容量原本要增加到13,000英制加侖（59,000公升；16,000美制加侖），但这似乎并未发生。

### 第二次世界大战
1939年8月上旬競技神號进行短暂的改装，哈頓(F. E. P. Hutton)上校于8月23日擔任指揮官。第二天，競技神號再次進入現役。9月1日，12架第814中队劍鱼式鱼雷轰炸机降落在競技神號。競技神號在9月中旬进行了反潜巡逻，目的是在英格蘭群島西海域寻找并摧毁U艇。 9月18日，也就是艦隊航母勇敢號在反潜巡逻中被击沉的第二天，競技神號找到一艘潜艇，但护航驱逐舰埃席斯號和伊摩琴號的攻击无效。競技神號被命令返回德文波特，在另一次短暂的改装中，她被配备消磁装置。 10月7日，競技神號与法國戰艦斯特拉斯堡號會合于10月16日抵达法属西非的达喀尔。他们被指定为X部队，并于10月25日开始在大西洋寻找德国船艦。競技神號的巡弋一直都沒有任何發現。12月底競技神號护送一支船队前往英国，并于1940年1月9日至2月10日进行改装。然后，这艘船返回达喀尔继续巡弋，打擊德国商船袭击者和偷渡船。 

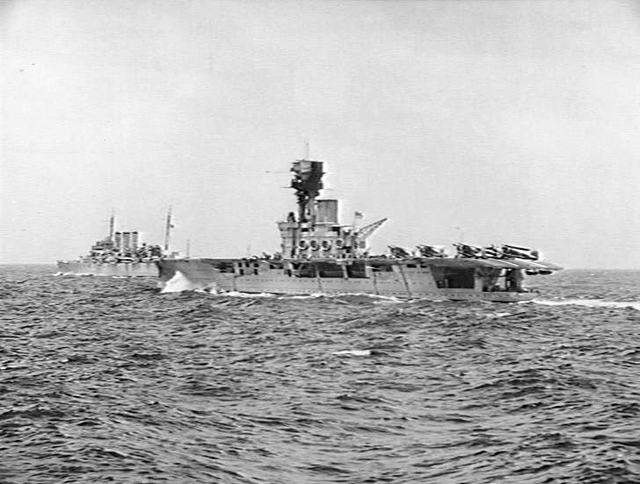
競技神號和多賽特郡號於˙1940年6月H护送船队

5月25日，昂斯洛(Richard FJ Onslow)上校取代哈頓(Hutton)上校為艦長，競技神號继续进行毫无结果的巡弋。在6月29日从一次巡弋返回后被命令在9小时离开港口，因法国塞内加尔的總督宣布该殖民地效忠于法国维希政权，競技神號。競技神號开始对达喀尔进行封锁。 7月7日至8日晚上，一艘来自競技神號的船试图在法国战列舰黎塞留号的船尾下方投掷四枚深水炸弹，同时第814中队的劍鱼式的鱼雷攻击。该船成功到达黎塞留号，但深水炸弹未能引爆。鱼雷攻击更为成功，黎塞留号其中一個螺旋桨被损坏。法国飞机几次袭击英军作為报复，但没有成功。攻击后競技神號返回自由城途中，在7月10日黑暗的暴风雨中无意中撞向了商船科孚号。撞擊使競技神號的三个船員受伤，其中一人后来因伤死亡的，但是科孚号船员无一人受伤。这两艘船卡在一起。當艦長昂斯洛下令科孚号大部分的船员被疏散到競技神號，的船员可以一步从到競技神號。藉由航母的涡轮机全速後退加上科孚号排出压舱水令科孚号上浮拉开兩艘船。競技神號30英尺（9.1）的艦艏被壓壞，其大部分在水線之上。競技神號能够以12節（22每小時；14英里每小時）驶向自由城，但科孚号必须由船尾拖到自由城，其三天后才到达。競技神號于8月5日加入了一个护卫队前往南非，并在12天后开始在西蒙斯敦进行维修。维修工作已于11月2日完成。競技神號于11月29日返回自由城。 
12月2日，競技神號与轻型巡洋舰 龍號一起在南大西洋搜寻德国的商船袭击者。他们主要在该月从圣海伦娜进行操作。后来武装商船 普勒托利亞城堡號加入以搜寻舍爾將軍號，但没有成功。该艦队于12月31日启航前往西蒙斯敦，并派出競技神號在南非海岸外搜寻维希法国偷渡船。 1月26日发现一艘船，但競技神號返回马达加斯加。 2月4日，競技神號向北与重型巡洋舰施洛普號和HMS_Hawkins_(D86)会合，封锁由英联邦部队围困的索马里基斯马尤港。2月12日霍金斯號俘获三名意大利商人，競技神號俘获了一名商人。 

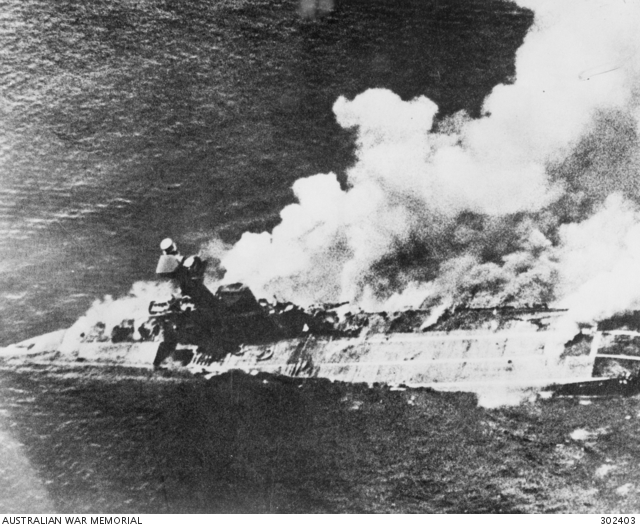
競技神號沉没的特写图

2月22日，舍爾將軍號被格拉斯哥號輕巡洋艦的一架飞机发现後，競技神號是负责搜寻舍爾將軍號的船隻之一，但舍爾將軍號成功脫離接觸。競技神號于3月4日到斯里蘭卡科伦坡，并继续寻找軸心國的運輸艦。她于4月被派往波斯湾，以支持英国在伊拉克巴士拉行动。競技神號一直待在那里直到6月中旬她回到在锡兰和塞舌尔群岛之间的印度洋巡逻。该船一直巡逻到11月19日。競技神號到达西蒙斯敦进行改装，直到1942年1月31日才完成。競技神號被派往远东舰队，并于2月14日到达科伦坡。她于2月19日出海，接收第814中队的劍鱼式鱼雷轰炸机，并与吸血鬼號驅逐艦会合进行一次反潜巡逻。競技神號抵达亭可马里港后，第814中队于2月25日下船。这两艘船于3月中旬受命前往澳大利亚弗里曼特尔，加入总部设在那的盟军海军，但三天后被召回，并分配给远东舰队的B艦队。 
在4月5日日本航空母舰对科伦坡的突袭之后，競技神號和吸血鬼號被送到亭可马里，为英国入侵马达加斯加的铁甲行动做准备，第814中队也被送上岸。在1942年4月9日接收到日本进行空袭的事先警告后，他们离开亭可马里，在日軍到来之前沿著锡兰海岸向南航行。 但是，它们在巴提卡洛阿被榛名號戰艦发现。 英国人截获了發現報告，命令船只尽最大努力返回亭可马里，并试图为其提供战机掩护。 日本人從两艘船上出動85架九九式艦上轟炸機，由9架零式艦上戰鬥機护送。尽管有6架皇家空军第273中队海燕式戰鬥轟炸機抵达，但至少有32架日機袭击并迅速击沉了他们。在競技神號沉没之后，来自第803和第806中队的另外6架海燕式也到达了。日本飞机的其余部分攻击更北的其他船只，击沉了5,571容積總噸的 RFA 埃瑟斯通号（Athelstone），她的护卫舰蜀葵號， 油轮不列顛中士號和2,924容積總噸的挪威船SS Norviken。 
競技神號沉没於7°35′28.392″N 82°05′55.089″E / 7.59122000°N 82.09863583°E。包括昂斯洛艦长在内的307人丧生。吸血鬼號船长和七个船员也死亡。大多数幸存者都被醫療艦维塔号（Vita）接走。 日本因各种原因失去4架九九式和5架九九式損傷。英國有2架海燕式被擊落。 
： 7°35'28.392“N 82°05'55.089”E / 7.59122000°N 82.09863583°E 

#### 两艘競技神號

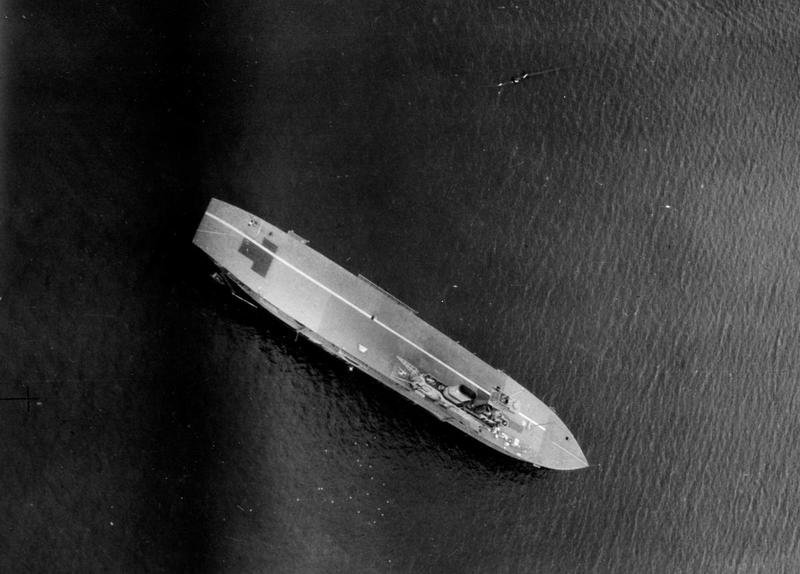
SS Mamari III 伪装成带有假的飛行甲板和艦島的競技神號。

商船SS Mamari III被改装类似競技神號的诱饵，并被重新命名为Fleet Tender C，以混淆軸心國。 1941年6月4日，当她在英格兰东海岸航行前往肯特的查塔姆造船廠以改回货船时，她在一次德軍空袭中撞到诺福克附近沉船。在她可以脫離擱淺之前，德国的S艇使其無法動彈并被丢在原地。 

## 引用
1. ↑  McCart（2001年），第191页
2. ↑  Milanovich（2008年），第9, 13页
3. ↑  Friedman（1988年），第62–63, 67–68, 71–72, 83页
4. 1 2  Friedman（1988年），第73页
5. 1 2 3 4  McCart（2001年），第11页
6. ↑  Friedman（1988年），第76页
7. ↑  Friedman（1988年），第83–84页
8. ↑  Friedman（1988年），第365–66页
9. 1 2  Gardiner & Gray（1985年），第71页
10. ↑  Friedman（1988年），第85, 366页
11. ↑  Friedman（1988年），第84, 366页
12. ↑  Friedman（1988年），第366页
13. ↑  Brown（2003年），第120页
14. ↑  Friedman（1988年），第84–85页
15. ↑  Milanovich（2008年），第13页
16. ↑  McCart（2001年），第11, 13–16页
17. ↑  Sturtivant（1984年），第466, 468页
18. ↑  McCart（2001年），第16–17页
19. ↑  McCart（2001年），第18, 20页
20. ↑  Sturtivant（1984年），第467–68页
21. ↑  McCart（2001年），第20–22页
22. 1 2  Friedman（1988年），第89页
23. 1 2  McCart（2001年），第22页
24. ↑  Sturtivant（1984年），第466–68页
25. ↑  McCart（2001年），第22–24页
26. ↑  McCart（2001年），第24–26页
27. ↑  McCart（2001年），第27–28页
28. ↑  McCart（2001年），第28–30页
29. ↑  McCart（2001年），第32页
30. ↑  Sturtivant（1984年），第258页
31. ↑  Sturtivant（1984年），第172页
32. ↑  McCart（2001年），第32, 34–35页
33. ↑  McCart（2001年），第35, 37–39页
34. ↑  Friedman（1988年），第89, 368页
35. ↑  McCart（2001年），第39–40页
36. ↑  McCart（2001年），第41, 43–44页
37. ↑  McCart（2001年），第44–45页
38. ↑  Rohwer（2005年），第59页
39. ↑  McCart（2001年），第46–48页
40. ↑  McCart（2001年），第48–49页
41. ↑  Shores，Cull & Izawa（1993年），第422页
42. ↑  McCart（2001年），第49页
43. ↑  Shores，Cull & Izawa（1993年），第422–428页
44. ↑  McCart（2001年），第50页
45. ↑  Shores，Cull & Izawa（1993年），第428页
46. ↑  . www.iwm.org.uk. July 1940  [2 April 2018]. （原始内容存档于2021-04-22）.

## 外部連結
- Aircraft Carrier Hermes （页面存档备份，存于） （英文）